# Àngel Fortuño Viñas
Àngel Fortuño Viñas (nascut el 5 d'octubre de 2001) és un futbolista professional català que juga com a porter al RCD Espanyol.

## Carrera de club
Nascut a Barcelona, Catalunya, Fortuño es va incorporar al planter del RCD Espanyol el 2009, procedent del CE Júpiter. Va ascendir a el filial de la Segona Divisió B abans de la temporada 2020-21 i va renovar el seu contracte fins al 2024 el 25 de setembre de 2020.
Fortuño va debutar amb l'equip sènior el 18 d'octubre de 2020, com a titular en una victòria per 2-1 a casa contra l'AE Prat. Inicialment com a suplent de Joan García, va ser titular amb l'equip B després que García ascendís al primer equip, i va ampliar el seu contracte fins al 2027 el 22 de setembre de 2023.
Fortuño va ser ascendit a l'equip principal per a la temporada 2024-25, inicialment com a tercera opció darrere de García i Fernando Pacheco.

## Carrera internacional
Fortuño ha representat Espanya a les categories sub-18, sub-19 i sub-20.